# Aubéguimont
Aubéguimont ist eine französische Gemeinde mit 177 Einwohnern (Stand 1. Januar 2022) im Département Seine-Maritime in der Region Normandie (vor 2016 Haute-Normandie). Sie gehört zum Arrondissement Dieppe und zum Kanton Gournay-en-Bray (bis 2015 Kanton Aumale). Die Einwohner werden Aubéguimontois genannt.

## Bevölkerungsentwicklung
| Jahr      | 1962 | 1968 | 1975 | 1982 | 1990 | 1999 | 2007 | 2014 |
| Einwohner | 222  | 208  | 172  | 160  | 167  | 176  | 180  | 201  |

## Sehenswürdigkeiten
- Kirche Sainte-Catherine